# La rapina più scassata del secolo
La rapina più scassata del secolo (The Great St. Trinian's Train Robbery) è un film del 1966 diretto da Sidney Gilliat e Frank Launder. È basato su un fatto realmente accaduto tre anni prima: l'assalto al treno postale Glasgow-Londra e il film è la versione comica.

## Trama
Una banda di scalcinati rapinatori, guidati da un misterioso capo che nessuno conosce, ha effettuato una rapina a un treno postale. I due milioni e mezzo di sterline del bottino vengono nascosti in una vecchia costruzione in campagna. La costruzione è malridotta, e la banda confida nel fatto che resti sfitta.
Nella casa, tuttavia, si insedia il collegio femminile di St Trinians, diretto da Ambra Spottiswood, amante del nuovo ministro laburista della pubblica istruzione. Quest'ultimo, in barba ai programmi del suo partito per la scuola pubblica, stanzia una grossa cifra in favore del collegio, che viene utilizzata per acquistare macchine da gioco, libri su argomenti sessuali e impiantare una grossa sala corse per le scommesse sui cavalli.
Quando la banda di rapinatori torna a riprendere il denaro viene sorpresa dalle collegiali e messa in fuga. Il misterioso capo ordina quindi ad Alfred, uno dei componenti della banda, di infiltrare nel collegio le sue due figlie. Queste scoprono che esiste un'occasione per poter accedere al collegio, l'annuale festa dei genitori, per la quale mettono in piedi una fittizia società di fornitura di cibi e bevande e servizio ai tavoli.
La presenza del bottino è stata intanto scoperta da Harry, il portiere del collegio che fa da gestore della sala corse. La compagnia assicuratrice del trasporto ha promesso una ricompensa da 10 000 sterline per chiunque faccia ritrovare il bottino. Al collegio, intanto, i rapinatori stanno portando via i sacchi col danaro. Con l'assicurazione e la polizia che ora sanno dove si trova le ragazze del collegio si mobilitano per sottrarre la refurtiva, e raggiungono i rapinatori ad un treno dove stanno stipando i sacchi, allo scopo di raggiungere una nave.
Inizia così un inseguimento tra due treni che si conclude con l'arresto dell'intera banda, fatta eccezione per Alfred che riesce ad allontanarsi travestendosi da macchinista di colore.

## Curiosità

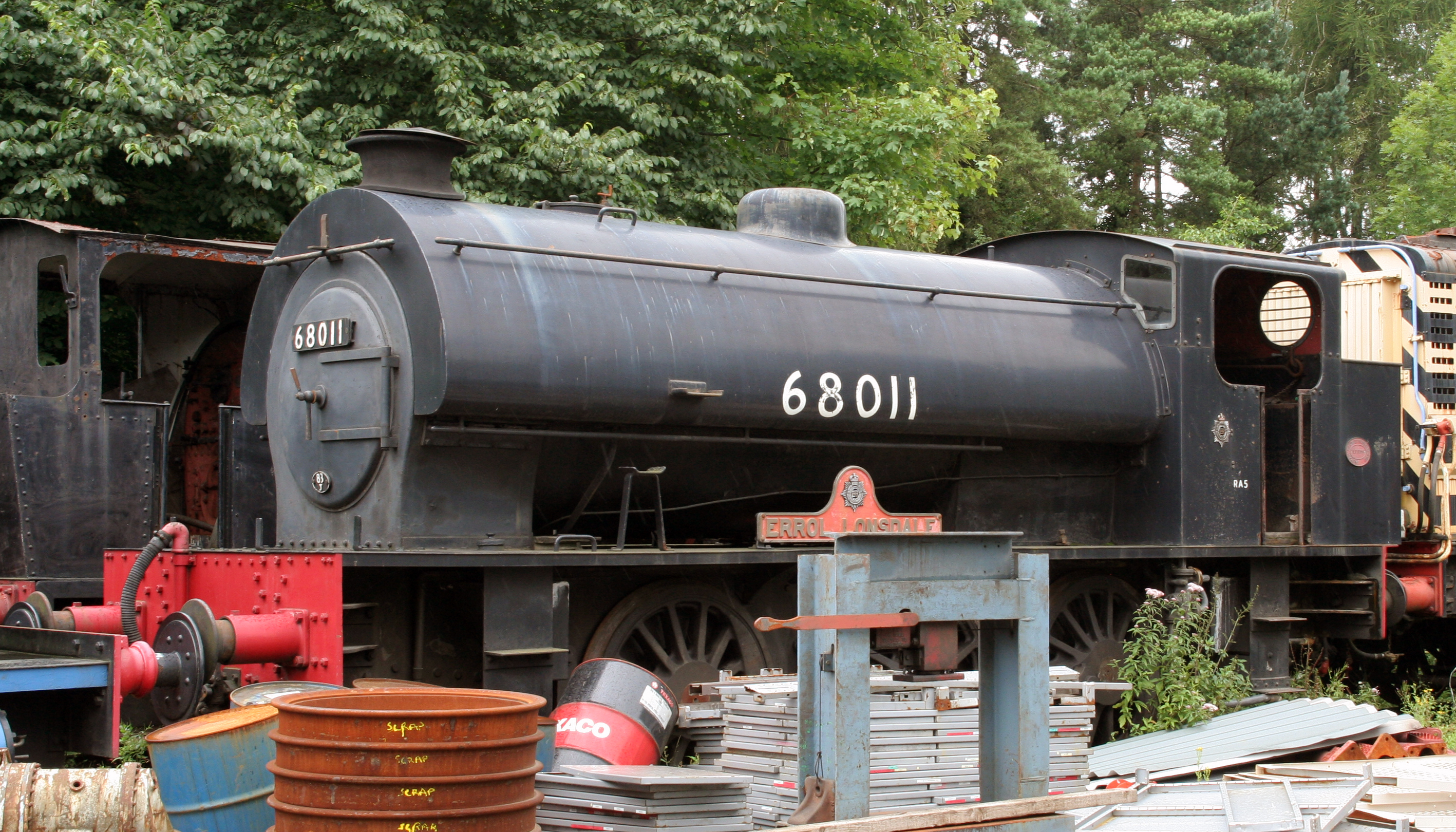
La locomotiva 68011 originale del film usata dalle ragazze del collegio

Le scene finali, con l'inseguimento con i treni, sono state girate nel Longmoor Military Railway (1903-1969), e compare anche la stazione di Liss; i treni usati sono:
- una locomotiva a vapore con tender targata WD Austerity 2-10-0 all'inizio del film per la rapina postale.
  - due locotender "Austerity" 0-6-0ST usate alla fine del film. La locotender LNER Class J94 usata dalle ragazze del collegio è targata 68011 e oggi è in servizio sulla Stoomcentrum Maldegem in Belgio, mentre l'altra locotender usata dai ladri è una "Austerity" 0-6-0ST, WD157 Constantine, "truccata" per somigliare  a una J50, targata provvisoriamente 68961 e demolita nel 1968 da Pollock Brown a Southampton.
- il treno che ha usato la polizia per inseguire i ladri è un DEMU (numero 1102, Class 205).
- una Class 11 shunter delle British Railway (ferrovie inglesi).
- una Wickham trolley usata da miss Amber Spottiswood.
- una Handcar usata da due bambine per impedire ai ladri di raggiungere il treno delle ragazze.